# Ervededo
Ervededo es una freguesia portuguesa del concelho de Chaves, en el distrito de Vila Real, con 20,53 km² de superficie y 646 habitantes (2011). Su densidad de población es de 31,5 hab/km².
Situada a 11 km de Chaves, haciendo ya frontera con Galicia, Ervededo fue durante siglos un señorío del Arzobispado de Braga y entre 1836 y 1853 fue cabecera de un amplio concelho, luego disuelto y repartido entre los de Chaves y Montalegre. En su patrimonio histórico-artístico se cuentan el Santuario de S. Cayetano, la iglesia matriz y el pelourinho.